# Tvillinggården från Näs

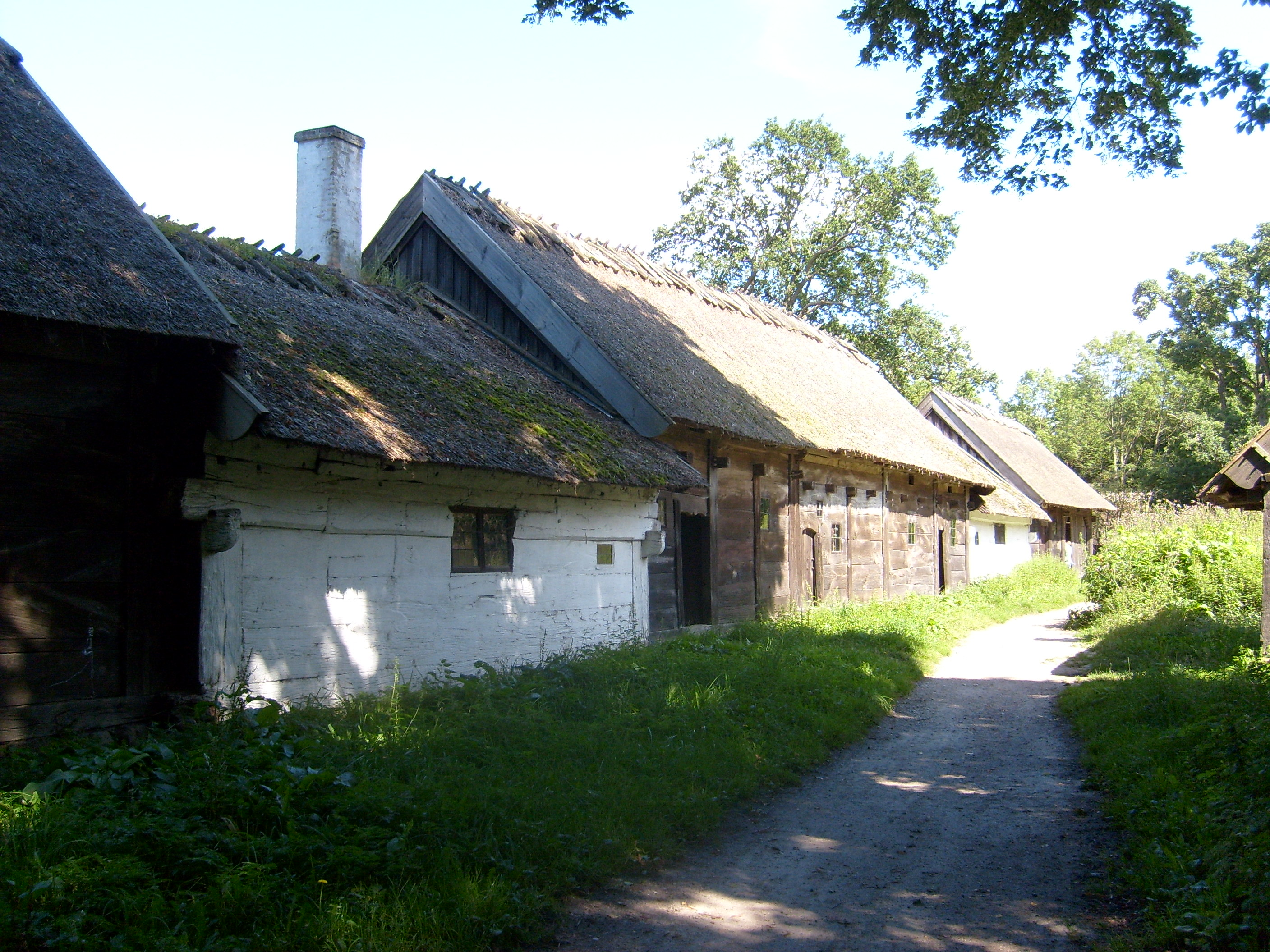
Tvillinggården Från Näs, vägperspektiv

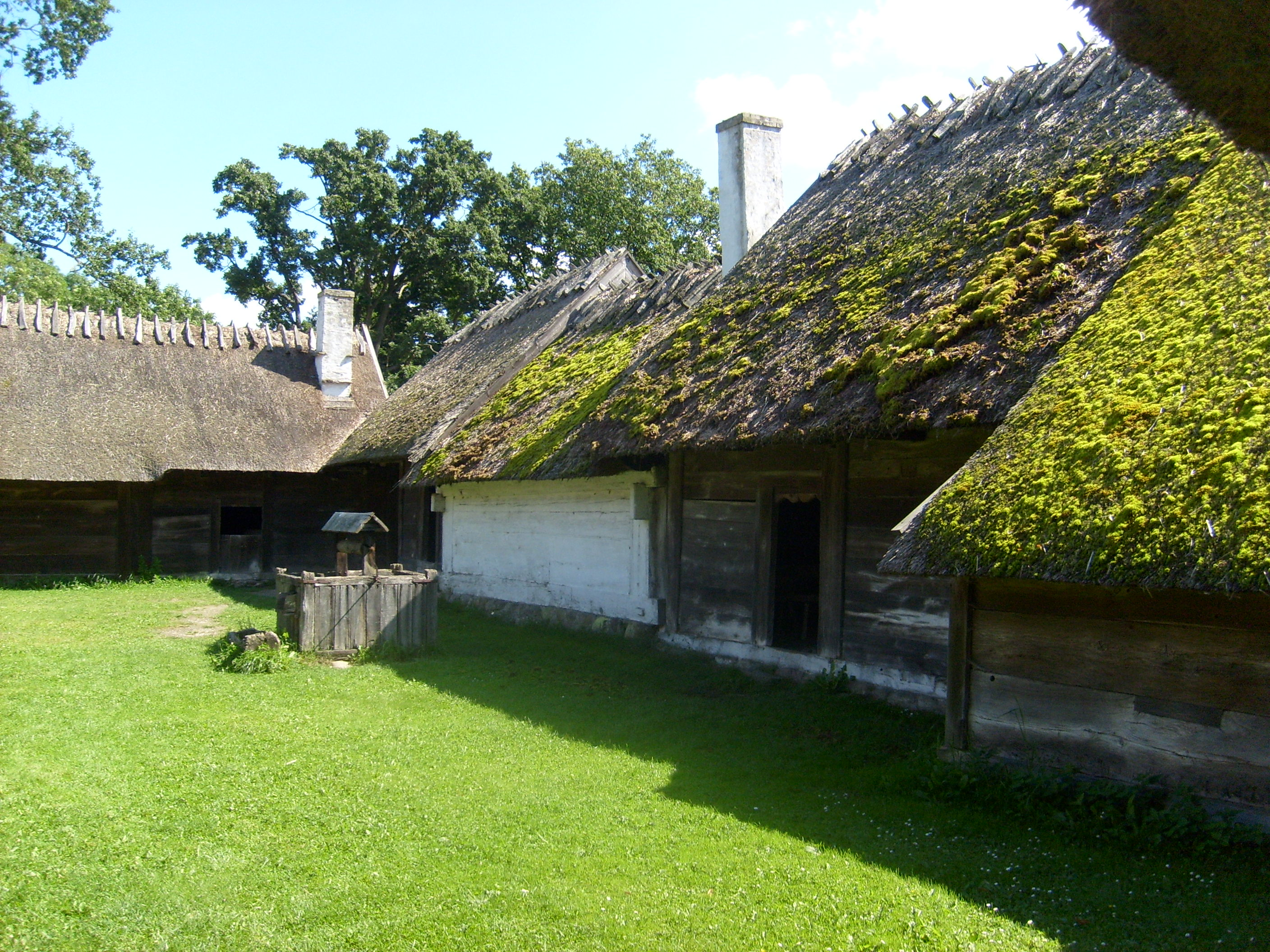
Gården från 1737, exteriör

Tvillinggården från Näs är en ålderdomlig gård som ursprungligen stod i Näs, Norra Mellby socken, Hässleholms kommun i Skåne. Sedan 1899, då den förvärvades av Dansk Folkemuseum, står den på Frilandsmuseet i Kongens Lyngby, i Köpenhamn. 
Den är i sin helhet uppfört i byggnadstekniken skiftesverk och med byggnadsmaterialet ek. Den är kringbyggd på skånskt vis. Gården består av två gårdar, den första uppfört 1688, den andra 1737. Båda gårdarna är uppförda som Sydgötiska hus, med de typiska skillnaderna mellan stugdel och loftbodar. Taken är halmtäckta.